# محافظة ها تنه
محافظة ها تنه  ( بالفيتنامية : Hà Tĩnh ) هي إحدى محافظات فيتنام. وتقع في الساحل الوسط شمالي.

## روابط إضافية
- Ha Tinh province People's Committee نسخة محفوظة 15 مايو 2011 على موقع واي باك مشين.
- Nghe An نسخة محفوظة 11 يناير 2016 على موقع واي باك مشين. - Ha Tinh نسخة محفوظة 11 يناير 2016 على موقع واي باك مشين. Forum
- Nguoi Ha Tinh نسخة محفوظة 3 مارس 2008 على موقع واي باك مشين. - Forum نسخة محفوظة 3 مارس 2008 على موقع واي باك مشين. website
- Ha Tinh' accommodation نسخة محفوظة 26 مايو 2008 على موقع واي باك مشين.
- Poverty alleviation in Ha Tinh Province, Vietnam: A public archive of development project documents